# Börstils socken
Börstils socken i Uppland ingick i Frösåkers härad, Den uppgick 1957 i Östhammars stad och området  ingår sedan 1971 i Östhammars kommun och motsvarar från 2016 Börstils distrikt.
Socknens areal är 208,03 kvadratkilometer, varav 206,51 land. År 2000 fanns här 3 789 invånare.  Tätorten Norrskedika samt sockenkyrkan Börstils kyrka ligger i socknen.

## Administrativ historik
Börstils socken har medeltida ursprung. 25 mars 1368 utbröts Östhammars församling och Östhammars stad, 18 mars 1491 utbröts Öregrunds församling och Öregrunds stad. 
Åtminstone från 1641 blev "Gräsö" kapellförsamling under ”Börstils socken”. Gräsö socken avskildes slutligen från Börstil först 1846, men endast i kyrkligt avseende som "kyrksocken". I 1871 års jordebok infördes Gräsö som särskild jordebokssocken och först då överfördes kameralt från Börstil till Gräsö följande byar: Gräsö, Nordangärde, Västerbyn, Österbyn, Ormön, Sladdarön, Vigga, Mörtarö, Norrboda, Söderboda och Vässarön. I 1807 års jordebok infördes "Forsmarks socken" som särskild (kameral) jordebokssocken. Då (i några fall senare) överfördes från ”Börstils socken” till Forsmarks socken följande byar: Bolunda, Habbalsbo, Hermansbo och Kallriga.
Före 1905 tillhörde flera av öarna i socken jordeboksmässigt Häverö socken i Väddö och Häverö skeppslag.
Vid kommunreformen 1862 övergick socknens ansvar för de kyrkliga frågorna till Börstils församling och för de borgerliga frågorna till Börstils landskommun. Landskommunen inkorporerades 1952 i Frösåkers landskommun som 1957 uppgick i Östhammars stad som 1971 ombildades till Östhammars kommun, då också området övergick från Stockholms län till Uppsala län. Församlingen uppgick 2006 i Frösåkers församling.
1 januari 2016 inrättades distriktet Börstil, med samma omfattning som församlingen hade 1999/2000.  
Socknen har tillhört län, fögderier, tingslag och domsagor enligt vad som beskrivs i artikeln Frösåkers härad. De indelta båtsmännen tillhörde Norra Roslags 1:a båtsmanskompani.
Börstils socken (Medeltid) Omfattning:
Börstils jordebokssocken omfattar i medeltids- och UH-materialet den nuvarande socknen (1950) samt nuvarande ”Gräsö socken” samt den södra delen av nuvarande ”Forsmarks socken”. Till Börstils kyrksocken hörde även Fälö by, som dock kameralt räknades till Häverö socken. 1878 överfördes Fälö by till Häverö sn även i kyrkligt avseende, men från 1905 överfördes Fälö by till Börstil socken i alla avseenden. Kyrkby: Börstils by.(UH = Upplands handlingar,  i KA (Kammararkivet) från 1922 ingående i Riksarkivet.)

## Geografi
Börstils socken ligger mellan nedre Olandsån i väster och havet på båda sidor av Östhammarsfjärden söder om Öregrundsgrepen och med betydande skärgård. Socknen är småkuperad skogsbygd med odlad slättbygd vid vattendragen och havsvikarna.
Socknen genomkorsas av riksväg 76.
I nordost avgränsas socknen av Gräsösundet och i öster av Ängsfjärden och Kasfjärden. I söder ligger Raggaröfjärden och Raggarön. Slätön, Fälön i Singöfjärden. I socknen ligger även fyrarna tolvöregrundet, lambskärshällan och halvvägen. Västra delen, det egentliga fastlandet, kallas "Uppsocknen" och sammanhänger numera med "Norrön". Söder om Norrön ligger socknens tredje del "Söderön". 
Större öar är
- Söderön (numera halvö)
- Raggarön
- Fälön
- Tvärnö
- Björkgrundet
- Lambskär
- Länsö
- Medholma
- Yxeln
- Långgrundet

Kringliggande fjärdar är:
- Raggaröfjärden
- Ängsfjärden
- Kasfjärden
- Östhammarsfjärden
- Singöfjärden

I socknen ligger naturresarvaten:
- Havsviks naturreservat
- Slätön-Medholma naturreservat
- Hovön-Alnöns naturreservat

Småorter i urval är (från norr): Simundö, Snesslingeberg, Rackan, Stenskär, Valudden, Skinnäsviken, Sund, Söderby, Kavarö, Söderby-Karlsäng, Lindersvik, Ytternuttö, Barkö, Assjö, Björnäs, Långalma, Svartnö, Lösholmen, Länsö, Nolsterby, Lackeviken, Sundsveden, Mälby, Boda, Fälö by, Yttersby, Älvsnäs och Tuskö.

## Fornlämningar
Från järnåldern finns drygt 30 gravfält.  Vid Norrskedika finns gamla gruvor.

## Namnet
Namnet skrevs 1344 Børstil och kommer från kyrkbyn. Namnet kan innehålla borst, 'styvt hår (hos djur)' i betydelsen 'svinryggsliknande terrängformation' och kan ha brukats om den barrklädda rullstensåsen vid kyrkabyn.